# 유럽중심주의
유럽중심주의( - 中心主義, 영어: Eurocentrism, Eurocentricity) 또는 서구중심주의(西歐中心主義, 영어: Western-centrism)는 서구 문명에 기초하고 편향되어 있는 세계관이다. 이 주의에서 중심이 되는 지역은 서구 전체에서 오로지 유럽, 혹은 그저 서유럽 (특히 냉전 시대의)에 이르기까지 다양하다. 역사에 적용될 경우, 유럽 식민주의와 다른 형태의 제국주의에 대해 변명하는 자세를 가리키기도 한다.
'유럽중심주의'라는 용어 자체의 역사는 1970년대 후기로 거슬러 올라가며 1990년대에 널리 쓰이게 되었는데, 이는 특히 탈식민지화와 발전 그리고 선진국(제 1세계)이 개발도상국 (제3세계)에 제공하는 인도적 지원에 대한 맥락에서 퍼지게 되었다.

## 용어

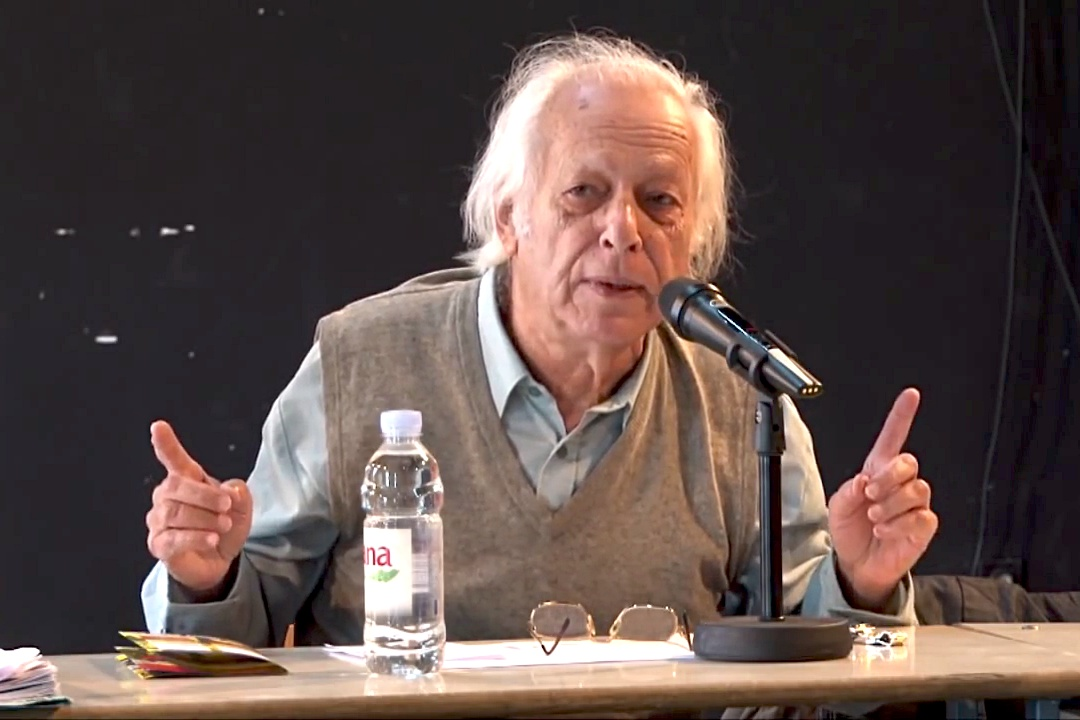
이데올로기를 지칭하는 단어로서의 '유럽중심주의'라는 용어는 사미르 아민이 1970년대에 주창한 것이다.

형용사 Eurocentric, 또는 Europe-centric은 적어도 1920년대부터 다양한 맥락에서 사용되어 왔다. 해당 용어는 (프랑스어 européocentrique로서) 20세기 중반의 탈식민지화와 국제주의의 맥락 속에서 대중적으로 사용되었다. 영어에서 이 용어가 정체성 정치에서의 이데올로기적 용어로서 대중화 된 것은 1980년대 중반부터였다.
추상 명사 Eurocentrism (프랑스어 eurocentrisme, 과거 europocentrisme)의 이데올로기적 용어로서의 사용은 이후 유엔 아프리카 경제 위원회의 경제 개발 및 계획 연구소의 원장이 된 이집트의 마르크스주의 경제학자 사미르 아민 (영어: Samir Amin)이 1970년대 사용한 것이 최초이다. 그는 자본주의 발전의 중심-주변부 또는 의존성 모델의 세계적 맥락에서 이 용어를 사용했다. 영어에서 Eurocentrism이라는 용어는 1979년 처음 사용된 것으로 기록되어 있다.
서구중심주의는 1990년대 후반 처음 사용된 용어로 유럽중심주의보다는 짧은 역사를 지니고 있으며, 영어에 국한되어 있다.

## 유럽의 우수성
유럽 식민지 시대의 백과사전들은 종종 당시 유럽의 지배에 대한 이론적 근거를 타 대륙에 비교했을 때 유럽이 차지한 특별한 위치를 언급함으로서 제시하곤 했다.
1741년 요한 하인리히 체틀러는 "비록 유럽이 세계 4 대륙 중 가장 작은 나라이지만 다른 모든 나라보다 여러 면에서 우위에 위치해 있다... 유럽 거주민들은 훌륭한 관습을 가지고 있으며 예의 바르고 과학과 공예 모두에 학식이 있다. "고 기록하였다.
브로크하우스 백과사전의 1847년도 판은 여전히 표면적으로는 유럽 중심적 시각을 가지고 있었으며 유럽에 대해 "이곳의 지형적 환경과 문화적, 정치적 중요도는 명백히 5대륙 중 가장 높으며, 물질적, 문화적 면 모두에서 가장 영향력 있는 정부가 존재하고 있다."고 주장하였다.
과학 혁명, 상업 혁명, 식민제국의 부상 그리고 산업혁명과 신제국주의의 영향이 합쳐진 결과 근세의 대분기 속에서 유럽 예외주의가 싹트게 되었다.
유럽 예외주의는 대중 문학에서도 크게 반영되었는데, 특히 러디어드 키플링의 킴과 같은 청소년 문학과 모험소설 전반에서 그러하였다. 그러한 문학 작품에서의 유럽 식민주의적 묘사는 이상화되고 또한 종종 과도하게 남성적인 서구 영웅이 세계의 '어두운 공간'에 남아있는 '야만인'들을 정복하는 것을 보여주는 것을 특징으로 한다.
1981년 에릭 존스가 주창한 용어인 '유럽의 기적'은 근세 유럽의 급부상을 가리킨다. 15세기에서 18세기의 대분기에 르네상스, 대발견시대, 식민제국의 형성, 이성의 시대가 찾아왔고, 그로 인한 기술의 도약이 일어나 자본주의의 형성 및 빠른 산업화를 이끌었다. 그 결과 19세기에는 유럽이 세계무역과 세계정치를 지배하게 되었다는 것이다.

## 해당 개념의 역사

### 탈식민지주의
19세기에도 탈식민주의 운동은 국가적인 전통과 가치와 관련해 이것이 유럽의 그것과 반대된다는 주장을 발전시켜왔었다. 중국과 같이 해당 지역의 이데올로기가 유럽 중심주의의 그것보다 더 배타적이었던 경우에는 서구화가 장기간 존속했던 중화사상을 압도하지 못했지만, 이에 대해 혹자는 그러한 개념 자체가 상대적으로 유럽을 좋게 바라보게 하고자 하는 절박한 시도라고 말하기도 한다.
오리엔탈리즘은 18세기 후반 동양 문화(예를 들어 아시아계) 에 대한 이상화와 서구의 불균형적 관심으로서 생겨났다.
20 세기 초 아놀드 토인비와 같은 일부 역사 학자는 세계 문명의 다 초점 모델을 만들고자 시도하였다. 또한 그는 중세 튀니지의 학자인 이븐 할둔과 같은 비유럽 역사학자들에 대해 유럽이 관심을 가지도록 하였다. 그는 또한 국제창가학회의 이케다 다이사쿠와의 의견교환을 통해서와 같이 아시아의 사상가들과도 연결고리를 만들었다.
유럽중심주의의 명시적인 개념은 1960년대에서 1970년대 동안의 탈식민지화 시기의 산물이다. 이것의 본래의 맥락은 마르크스주의 경제학의 자본주의 발전에서의 중심-주변부 모델 혹은 의존성 모델이었다 (아민 1974,1988).

### 1990년대 부터의 논의
유럽 중심주의는 개발학에서 특히 중요한 개념이다. 브로만(1995)은 유럽중심주의가 "주제와 연구 방법을 결정하는 서양의 권위있는 일부 학술 기관들에 대한 지적인 의존을 지속시키고 있다"라 주장하였다.
1990년대부터 등장한 역사적 혹은 현대의 유럽중심주의에 대한 정의에서 이는 주로 "사회가 필연적으로 발전되는 방향에 대한 진화론적 스키마"를 함축하고 있는 이분법적인, 예를 들면 문명화된/야만적인 혹은 진보된/퇴보된, 개발된/미개발된, 중심/주변부와 같은 용어가 "서양의 백인들이 우수하다는 것을 기본 가정으로 해 자기자신을 참조 분석한 것"의 잔재와 함께 사용되는 것을 의미한다. 유럽중심주의와 그것이 유럽 외의 국가와 문화, 그리고 사람들에게 붙이는 이원론적인 속성 라벨은 종종 비판되어왔는데, 특히 정치적 올바름과 미국의 인종, 그리고 적극적 우대조치의 거대한 맥락에서 그래 왔다.
1990년대에는 영어에서의 지질학 용어에 존재하는 유럽중심주의적인 면들을 비판하는 추세가 있었다. 그 예로는 전통적으로 유라시아 대륙을 유럽과 아시아로 분리해온 것과 용어 '중동'을 들 수 있다. 2005년 에릭 셰퍼드는 "유럽중심주의"라는 용어가 마르크스주의 경제학의 용어에서 비롯한 것에도 불구하고 현대의 마르크스주의 자체는 제3세계가 "진보적인 사회의 형성을 구상 가능"해지기 전에 먼저 자본주의의 단계를 지나가야 한다고 주장하기 때문에 유럽 중심적인 특성을 가지고 있다고 주장하였다.
역사 속에서의 유럽중심주의를 세계의 대부분의 문화에서 발견되는 "그저 또 다른 민족중심주의"로 받아들일 수 있는지에 대한 논쟁이 있어왔다. 특히 이러한 사상은 제국으로서의 야망이 있는 문화에서 잘 발견할 수 있었는데, 그 예로는 중국의 중화사상과 1868년에서 1945년까지 존재한 일본 제국 내, 혹은 미국의 세기 동안이 있다. 제임스 블라우트(2000)는 유럽중심주의는 유럽의 식민지 확장이 전례가 없었으며 결과적으로 "식민 통치자의 세계 모델"의 형성이라는 결과를 낳았기에 당연히 다른 민족주의를 넘어선 것이라 주장하였다.

### 미국에서의 인종과 정치
아프리카 중심주의 대 유럽중심주의라는 용어는 2000년대부터 2010년 사이의 백인우월주의와 백인 특권을 노출시키는 것을 목적으로 한 미국의 인종에 대한 정치적 담론과 비판적 백인학의 맥락에서 역할을 해 왔다.
몰레피 아산테와 같은 아프리카 중심주의 학자들은 아프리카의 일들에 대한 학술적 이해부문에서 유럽중심주의적 사상이 널리 퍼져 있다고 주장하였다. 한편, 테헤란 대학의 모하메드 마란디 교수가 쓴 '유럽중심주의와 학문적 제국주의'라는 글에서는 유럽중심적 사상은 학계의 거의 모든 부문에 존재하나 그 중 특히 인문학에서 그러하다고 기록하였다. 에드가 알프레드 보링은 서양의 자기관련화와 자축, 그리고 '타자'에 대한 모욕은 더 깊이 내재되어 있으며 이러한 경향이 그 어떤 다른 곳보다도 그들의 생각과 법률, 그리고 정책에 크게 영향을 미쳤다고 말하였다. 루크 클로시와 니콜라스 가이야트는 주요 역사 연구 부서의 연구 프로그램에서의 유럽중심주의의 정도를 측정하였다. 남부 유럽과 라틴 아메리카에서는 유럽중심주의적 관점에 대한 대안을 제공하고자 하는 상당히 많은 학술적 제안이 등장했다. 이러한 것으로는 포르투갈 학자 보아벤투라 데 소우사 산토스와 인도의 서발턴 연구 그룹과 라틴 아메리카의 해당 연구 그룹(아니발 키하노, 에드가르도 란데르, 엔리케 두셀, 산티아고 카스트고메스, 라몬 그로스포겔의 근대성/식민성 그룹) 및 등등의 남쪽의 인식론 프로젝트를 그 예시로 들 수 있다.

## 게오르크 헤겔
게오르크 빌헬름 프리드리히 헤겔(1770-1831)은 유럽중심주의의 주요 지지자로, 세계의 역사가 동쪽에서 시작했지만 서쪽, 특히 프러시아의 입헌군주국에서 끝날 것이라 믿었다. 역사에 대한 그의 실제 관심사는 유럽에 있었고 동양 문화는 그에게 있어 그저 세계사의 한 에피소드에 불과할 뿐이었다. 그의 책 역사철학강의에서 그는 세계사가 아시아에서 시작했지만 근세에서의 세계의 중심과 그 목적지는 유럽이며, 그 중에서도 중심은 프랑스, 독일, 그리고 영국이라고 주장하였다. 그의 주장에 따르면 인도와 유럽은 내부 모멘텀이 부족해 변화가 없는 국가들이었다. 중국은 고정되고 안정된 시나리오를 진짜 역사적 발전과 맞바꿈으로서 그 자신을 세계사에서 타자가 되도록 만든 것이었으며, 인도와 중국 양측은 모두 그들이 인류 문명에서의 실질적 발전을 이루기 전까지 외부의 특정 요인을 기다리고 있었다는 것이다. 헤겔의 사상은 서양사에 지대한 영향을 미쳤다. 일부 학자들은 동양의 국가들이 세계사에서 벗어나 있다는 그의 생각에는 동의하지 않았다. 그러나 그들은 동양의 국가들이 지속적으로 정체된 상태에 있었다는 것은 인정하였다.

## 막스 베버
막스 베버(1824-1920)는 유럽중심주의의 가장 열렬한 지지자로 인지되었으며, 그는 자본주의는 유럽의 특성이며 인도와 중국과 같은 동양의 국가들은 자본주의를 발전시킬 수 있는 충분한 요인들을 가지고 있지 않다고 말하였다. 그는 유럽의 특별함을 알리고자 많은 논문을 저술하였다. 프로테스탄트 윤리와 자본주의 정신에서 그는 기업 및 메커니즘을 통해서 나타나는 "합리적인" 자본주의는 서구의 개신교 국가에서만 발현된다고 하였으며, 일련의 보편적이고 일반화된 문화적 현상은 서양에서만 나타난다고 주장하였다. 심지어 다른 형태의 체제 또한 국가라는 개념에 포함됨에도 불구하고 국가는 오로지 훈련된 행정관이 관리하는 정부가 합리적 법률로 인해 제한되며 글로 기록된 헌법이 존재하는 형태만을 의미한다고 주장하며 이는 서양에서만 나타난다고 주장하였다. 합리성은 사회의 진보에 따라 그 함축적인 의미가 다양해지는 다층적 용어이나 베버는 이를 서구 자본주의 사회만의 특징이라고 여겼다.

## 군더 프랭크
군더 프랭크는 유럽중심주의를 거세게 비판하였다. 그는 대다수의 학자들이 유럽중심주의가 인도하는 사회과학과 역사학의 사도라 믿었다. 그는 몇몇 서구 학자들이 서양 외의 지역이 역사, 경제, 이념, 정치, 문화에 대해 뛰어나게 공헌한 바가 서양에 비해 부족하다는 사상을 가지고 있는 것을 비난하였다. 이 학자들은 서양의 그러한 기여가 서구인들에게 그 외의 지역으로 밀고 들어가게 한 내적 발전이라는 이점을 주었다고 생각했지만, 그러나 군더 프랭크는 동양의 국가들 또한 그들 나름대로 인류 문명에 기여했다고 믿었다.

## 아놀드 토인비
아놀드 토인비(1889-1975)는 사학 연구의 단위는 사회이지 국가가 아니라 주장하였다. 세계사에는 20개 이상의 문명이 존재하였다. 그의 저서 역사의 연구에서 그는 유럽중심주의에 대해 비판하였다. 비록 서구 자본주의가 세계를 뒤덮었고 경제에 기반해 정치적 일치를 이뤘지만(EU를 의미한다), 그는 서양의 국가들이 다른 국가들을 "서구화" 시킬 수 없다고 믿었다. 토인비는 유럽중심주의는 자기중심주의, 동양 국가들의 고정된 발전, 그리고 선형적 진보로 인해 생긴 세 가지 오해의 특징이라고 결론지었다.

## 미국에서의 유럽중심주의
사회는 과거에 기반해 구성되며 그 과거는 현재뿐 아니라 미래에도 영향을 미친다. 역사는 전 세계에서 각기 다른 형태로 교육된다. 사학 연구는 훗날의 일들을 위해 행동을 이해하고 데이터를 기록하는 역할을 맡는다. 역사가들은 미국 문화가 백인, 남성, 그리고 유럽인이라는 편견을 통해 교육되었다는 것을 발견했다. 미국의 유럽 중심주의는 서구화된 구조의 결과였던 것이다. 수 세기동안 미국은 유럽 정책의 영향이거나 그 결과물로 존재했으며, 그러한 정책들은 전 세계의 정체성들을 전멸시켜왔다.

### 경제 구조
경제학에서 사미르 아민과 같은 사학자들은 지리적 권력의 변화는 자본주의가 야기한 불평등을 낮추는 것을 중심으로 한다고 믿는다. 세계 자본주의는 인종차별적인 유럽 중심적 시각을 통해 세계를 지배하고자 하는 사상으로 설명된다. 세계화된 유럽 자본주의자들이 시작하고 미국이 그를 따른 세계 경제질서는 특히 제 3세계 국가들에게 부정적인 영향을 미치고 있다.

### 동화
유럽 중심주의는 인종적, 국가적, 그리고 종교적 측면에서 정체성에 변화를 일으킨다. 이 측면들은 상호간 교차하며 책 미국의 인종, 국가, 그리고 종교의 저자는 미국인들이 세계정치를 이해하기 위해 노력할 때 거기에는 종교를 동반하는 특정 정체성들은 오로지 유럽 외의 사회에서는 나타날 수 있다는 믿음이 존재한다고 주장하였다. 역사가들은 종교적, 인종적 정체성이 서구 모델을 따를 필요는 없지만 유럽의 관점에 동화되는 것이 익숙한 일이라는 것을 발견했다.

### 미국의 학교 교육
미국 학교에서 역사는 유럽 중심의 관점에서 교육된다. 학생들은 세계에 대한 유럽 중심적 관점을 발전시키지만 그들이 개인에게서 제거해 버리는 정체성들은 인지하지 못하는 경향이 있다. 서양의 성공은 최근의 일이며, 문명은 유럽 외의 지역에서도 다양하게 기여한 결과이다. 유럽 중심주의는 지배 사상이 한 관점의 우수성과 그것이 다른 사회 단체보다 얼마나 많은 권력을 쥐고 있는지를 보여주기 위한 방식이다.

## 미용 산업에서의 유럽중심주의
유럽 중심주의는 미용 산업에 전세계적인 영향을 끼쳤다. 미의 표준은 서구화되었으며 모든 사람들이 이에 감화되었다. 많은 사람들이 그 이미지를 반영하기 위해 자기 자신을 바꾸었다. 다수의 미용 회사와 광고 회사들은 이러한 유럽중심적 생각에 맞추어 제품을 생산하였다.

### 클라크 인형 실험
1940년대에 심리학자 케네스 클라크와 마미 클라크는 인종 분리가 아프리카계 미국인 아이들에게 미친 심리적 영향을 측정코자 "인형 검사"라는 실험을 수행하였다. 실험은 어린이들에게 서로 동일하지만 다른 피부 색깔을 가진 인형을 제시하여 어떤 인형이 더 마음에 드는지, 그리고 그 인형의 인종은 무엇인지를 묻는 방식으로 진행되었다. 대부분의 아이들은 백인 인형을 선택하였다. 클라크는 결론에서 아프리카계 미국인 아이들의 이러한 인식은 그들이 직면한 차별로 인한 것이라 명시하였다. 이 연구에 대한 비판 중에는 아프리카와 아프리카계 미국인 연구와 여성, 젠더, 그리고 섹슈얼리티 연구를 전문 분야로 하는 로빈 번스타인 교수가 내놓은 것도 있었다. 그는 "클라크의 연구의 대상이었던 아이들은 심리적 손상을 입은, 속이기 쉬운 이들이 아니라 아동 문화 전문가로 이해가 가능하다"고 주장하였다.

### 멕시코 인형 실험
2012년 멕시코는 인형 실험을 재현하였다. 멕시코 국가차별방지위원회는 아이들이 "좋은 인형"과 그들과 비슷하게 생긴 인형을 골라야 하는 내용의 비디오를 내놓았다. 연구자들은 이 연구를 통해 멕시코 어린이들이 그들이 접근 가능한 현대 미디어에 얼마나 영향을 받는지 정도를 분석하고자 하였다. 대부분의 아이들은 백인 인형이 더 좋다는 이유로 그를 선택하였다. 또한 그들은 그 인형이 자신과 비슷하게 생겼다고 주장하였다. 해당 실험을 실시한 연구자들은 유럽중심주의가 라틴 문화를 포함해 여러 다양한 문화에 깊이 뿌리를 내렸다고 기록하였다. 이 실험에 대해선 반발 또한 존재하였는데, 그 이유는 실험 과정에서 아이들에게 주어진 선택지가 오직 백인과 흑인 인형 둘뿐이었으며, 대상들은 스페인계와 아메리카 원주민 혼혈이었기 때문이었다.

### 미용 광고
전세계의 광고는 유럽중심주의적이고 서구적 특징을 강조하고 있다. 백인 모델은 에스티로더와 로레알과 같은 유명하고 세계적인 브랜드에 주로 고용되며, 한국, 홍콩 그리고 일본의 모델들은 백인 모델이 한국 광고 44%와 일본 광고 54%에 등장하는 것에 비교했을 때 세계적인 브랜드의 광고에 거의 출현하지 않고 있다. 이러한 광고은 이상적인 피부는 밝고 투명하며 희고, 완전한 동시에 고운 것이라는 것을 강조하고 있다. 반면 어두운 피부는 멸시의 대상이 된다. 이 모델들의 피부색 뿐만 아니라 이들의 외모, 다시 말해 신체 형태, 머리, 그리고 얼굴 생김새 또한 욕망의 대상이 된다.

### 피부 미백
피부 미백은 유럽 중심의 미적 표준에 맞추기 위해 전 세계에서 일반적인 관행이 되어가고 있다. 많은 여성들은 그러한 제품을 통해 그들이 원하는 피부 톤을 얻고자 하여 자신의 건강을 위험에 빠뜨리고 있다. 라민 시세 박사의 연구에서는 몇몇 아프리카 국가들의 여성 인구를 관찰한 결과 26%의 여성들이 피부 미백 크림을 사용중이었고 36%의 여성들이 과거에 해당 크림을 사용한 적이 있었다는 것을 발견하였다. 그러한 크림은 주로 하이드로퀴논과 코르티코스테로이드 성분을 포함하고 있었는데, 이것을 사용한 75%의 여성들은 피부 부작용을 경험한 것으로 밝혀졌다. 미백 제품은 한국 등 여러 아시아 국가에서 인기를 얻었다. 이러한 제품이 부상하면서 이것의 장기적인 피해를 연구하기 위한 조사가 시행되었다. 보고된 합병증으로는 외인성 조직흑갈병, 지연된 상처 회복과 상처 열개, 트리메틸아민뇨증(생선냄새증후군), 신장병, 스테로이드 중독, 감염 경향, 코르티코스테로이드로 인한 다양한 피부 및 내분비적 합병증과 시상하부-뇌하수체-부신 축의 억제가 있다. 이러한 수많은 부작용에도 불구하고 많은 사람들은 해당 제품을 포기하지 않는다.

### 대한민국
대한민국은 서구의 미 표준에 영향을 받아 왔다. 보다 서양적 외모를 얻기 위해 일부 한국인들은 성형수술을 하기도 한다. 국제미용성형외과협회에 따르면 한국은 인구 대비 성형 수술 횟수가 가장 많은 것으로 나타난다. 그 수요가 제일 많은 수술로는 안검 성형술과 코 성형이 있다. 한국에서 행해지는 또 다른 수술로는 혀와 구강 아래를 잇는 설소대를 절개하는 설소대 수술이 있다. 이것은 부모가 아이들이 영어를 보다 잘하게 하기 위해서 시키는 경우가 많다. 또한 미용을 위한 눈꺼풀 수술은 정상적인 것으로 간주된다. 현대에 미국과 가까운 관계를 이어온 한국은 서양 문화와 지속적인 상호작용을 해왔고, 그에 맞추기 위해 더욱 서구화되었다. 수많은 기업들은 더욱 극단적인 미용 산업에 중점을 두고 있으며 보다 많은 피부 미백 제품과 모발 교정 제품, 그리고 쌍꺼풀 수술의 저가화를 만들어 냈다.

## 같이 보기
- 미국중심주의
- 서양 문명의 역사
- 오리엔탈리즘
- 범유럽인 정체성
- 지리학에서의 보편주의
- 서양 문화
- 서구문명은 동양에서 시작되었다
- The Crest of the Peacock: Non-European Roots of Mathematics

## 참고 문헌
- Samir Amin, Accumulation on a World Scale, Monthly Review Press, 1974.
- Samir Amin: L’eurocentrisme, critique d’une idéologie. Paris 1988, engl. Eurocentrism, Monthly Review Press 1989, ISBN 0-85345-786-7
- Bernal, M. Black Athena: The Afroasiatic Roots of Classical Civilization Rutgers University Press (1987) ISBN 0-8135-1277-8)
- J.M. Blaut: The Colonizer's Model of the World: Geographical Diffusionism and Eurocentric History. Guilford Press 1993. ISBN 0-89862-348-0
- J.M. Blaut: Eight Eurocentric Historians. Guilford Press 2000. ISBN 1-57230-591-6
- Bairoch, Paul (1993). 《Economics and World History: Myths and Paradoxes》. University Of Chicago Press. ISBN 0-226-03462-3.
- Baudet, E. H. P. (1959). 《Paradise on Earth: Some Thoughts on European Images of Non-European Man》. Translated by Elizabeth Wentholt. New Haven, CT: Yale University Press. ASIN B0007DKQMW. (1965).
- "ReOrient: Global Economy in the Asian Age," by Andre Gunder Frank. University of California Press. 1998.
- Karl Haushofer, Geopolitik des pazifischen Ozeans, Berlin, Kurt Vowinckel Verlag, 1924.
- Vassilis Lambropoulos, The rise of Eurocentrism: Anatomy of interpretation, Princeton, NJ: Princeton Univ. Press, 1993
- Lefkowitz, Mary (1996). 《Not Out of Africa: How Afrocentrism Became an Excuse to Teach Myth as History》. New York: Basic Books. ISBN 0-465-09837-1.
- Malhotra, Rajiv (2013). 《Being Different: An indian challenge to western universalism》. Noida: Harpercollins India.
- Preiswerk, Roy; Dominique Perrot (1978). 《Ethnocentrism and History: Africa, Asia, and Indian America in Western Textbooks》. New York and London: NOK. ISBN 0-88357-071-8.
- Rüsen, Jörn (2004). “How to Overcome Ethnocentrism: Approaches to a Culture of Recognition by History in the Twenty-First Century”. 《History and Theory: Studies in the Philosophy of History》 (43:2004): 118–129.
- Trevor-Roper, Hugh (1965). 《The Rise of Christian Europe》. London: Thames and Hudson. ASIN B000O894GO.
- Jose Rabasa, Inventing America: Spanish Historiography and the Formation of Eurocentrism (Oklahoma Project for Discourse and Theory, Vol 2), University of Oklahoma Press 1994
- Ella Shohat; Robert Stam, Unthinking Eurocentrism: multiculturalism and the media, Routledge 1994, ISBN 0-415-06325-6
- Vlassopoulos, K. (2011). Unthinking the Greek polis: Ancient Greek history beyond Eurocentrism. Cambridge: Cambridge University Press.
- Ilia Xypolia, Eurocentrism and Orientalism, The Encyclopedia of Postcolonial Studies, 2016.